# Sans âme
Sans âme est le 11e épisode de la saison 4 de la série télévisée Angel.

## Synopsis
Angelus est de retour, et l'équipe, après avoir mis son âme dans une urne en sécurité, doit alors le convaincre de les aider. Wesley est le premier à tenter sa chance avec lui mais Angelus évite soigneusement de dévoiler ce qu'il sait sur la Bête et s'amuse plutôt à se moquer de Wesley au sujet de ses sentiments pour Fred et de ses échecs passés. Il révèle aussi que Connor et Cordelia ont fait l'amour. Fred et Gunn viennent ensuite lui apporter du sang et Angelus se moque du couple, avant d'arriver à saisir Fred. Mais Wesley le neutralise avec des fléchettes tranquillisantes. Fred remercie ensuite Wesley mais leur discussion prend un tour plus personnel et ils finissent par s'embrasser. Gunn découvre ce qui s'est passé et, furieux, commence à se battre avec Wesley. Il frappe Fred accidentellement alors que celle-ci s'interposait pour les séparer.
Angelus tente ensuite de provoquer Connor mais Cordelia intervient et, après avoir désactivé la caméra, propose à Angelus de se livrer à lui en échange de ses informations sur la Bête. Elle annonce ensuite au groupe qu'Angelus a accepté. Le vampire raconte à Wesley comment il a rencontré la Bête en 1789 : le démon lui avait proposé de l'aider à se débarrasser de prêtresses qui voulaient le bannir mais il avait refusé. L'équipe tente d'utiliser ces informations mais n'arrive à rien et décide de rendre son âme au vampire puisqu'il ne leur est d'aucune utilité. Cordelia annonce à Angelus que leur accord ne tient plus et qu'ils vont lui rendre son âme mais le vampire ne paraît pas inquiet.

## Statut particulier
Noel Murray, du site The A.V. Club, rend hommage aux scénaristes et au réalisateur pour avoir réussi à rendre « haletant » et « perturbant » un épisode dans lequel les personnages passent l'essentiel de leur temps à « discuter dans une pièce faiblement éclairée ». Sue Carter, du site Critically Touched, lui donne la note de B+, saluant « l'interprétation convaincante de David Boreanaz » ainsi que le « travail exceptionnel » du réalisateur, notamment sur l'éclairage, mais regrettant que les échanges entre Angelus et Cordelia soient si « patauds ».

## Distribution

### Acteurs crédités au générique
- David Boreanaz : Angel
- Charisma Carpenter : Cordelia Chase
- J. August Richards : Charles Gunn
- Amy Acker : Fred
- Vincent Kartheiser : Connor
- Alexis Denisof : Wesley Wyndam-Pryce

### Acteurs crédités en début d'épisode
- Andy Hallett : Lorne
- Vladimir Kulich : La Bête